# Juan Ignacio Martínez
Juan Ignacio Martínez Jiménez (Alicante, 23 de junio de 1964), conocido como JIM, es un exfutbolista y entrenador español. 
La temporada 2011-12 se le concedió el Premio Ramón Cobo como mejor entrenador de Primera División.

## Trayectoria como jugador
Como futbolista, Juan Ignacio actuaba en la posición centrocampista. Jugó en las categorías inferiores del  Elche C. F.
Jugó varias temporadas  en Tercera División con equipos como C.D.Benicarlo, UDE (Vall d´ uixo ), U.D. Almansa, Alicante C.F.,  Melilla y finalmente Torrevieja, equipo con el que alcanzó la 2.ªB.

## Trayectoria como entrenador

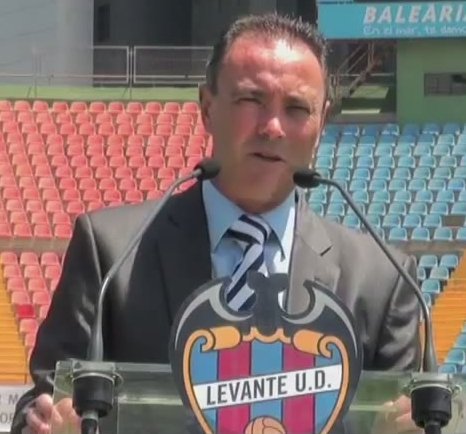
Presentación de Juan Ignacio Martínez en el Levante UD

Ha entrenado en varias temporadas en las categorías inferiores del FC Torrevieja. También entrenó a equipos de fútbol femenino. 
FC Cartagena
En la temporada 2005/06 se proclamó campeón del Grupo IV de Segunda B con el FC Cartagena, realizando una grandísima campaña y desplegando su equipo un gran fútbol. En la promoción de ascenso a Segunda División se perdieron sorprendentemente las opciones de subir. 
CD Alcoyano
En la temporada 2006/07 dirigió al CD Alcoyano y lo clasificó para la promoción de ascenso, cayendo frente al Burgos CF en los penaltis.
UD Salamanca
En la temporada 2007/08, dio el salto a la Segunda División con la Unión Deportiva Salamanca, haciendo una gran temporada dejando al equipo  en 7.º lugar en la clasificación, siendo una de las  mejores campañas de la historia del club, rozando las plazas de ascenso a primera división durante la temporada.
Albacete
En la temporada 2008/09 entrenó al Albacete en Segunda, pese a que el conjunto manchego no llegó a estar en puestos de descenso y realizó un temporada muy regular, ambas partes decidieron dar por terminada su vinculación a falta de seis jornadas con la salvación garantizada.
FC Cartagena
En la temporada 2009/2010, volvería a la ciudad de Cartagena para firmar con el FC Cartagena, un recién ascendido, en su nuevo proyecto en la Segunda División. Ese año obtuvo la mejor clasificación histórica de un equipo cartagenero, igualando el 5.º puesto obtenido en la temporada 1939/40 por el histórico Cartagena FC, en las 16 temporadas que el fútbol de la ciudad había disputado hasta la fecha en la categoría de plata, 15 como Cartagena FC y la del debut del FC Cartagena. Juan Ignacio Martínez continuó en el FC Cartagena para la temporada 2010-2011, cuando lleva al equipo al 11.º puesto y se convierte en el entrenador con más partidos en la historia del club, acumulando hasta ese momento un total de 137 partidos dirigidos en dos etapas, 84 de ellos en Segunda División.
Levante UD
En junio de 2011, se incorporó al Levante UD como nuevo entrenador. No sólo llevó al equipo valenciano a la permanencia, sino que alcanzó la sexta plaza, por lo que consiguió clasificarse para la UEFA Europa League, siendo la primera vez que el Levante accede a una competición europea y su mejor clasificación histórica en la Primera División de España. Además, durante la temporada, estuvo varias jornadas como líder en solitario. Eso le valió el reconocimiento y el cariño de la afición levantinista. Con la renovación automática por obtener la permanencia, Juan Ignacio siguió al frente del equipo granota en la temporada 2012-13, convirtiéndose así en el técnico que más partidos ha dirigido al Levante. En su segunda campaña al frente del conjunto granota, consiguió una cómoda salvación, y además, alcanzó de forma brillante los octavos de final de la UEFA Europa League, siendo uno de los equipos revelación de la competición. 
Real Valladolid
El 17 de junio de 2013, se anunció su contratación como nuevo técnico del Real Valladolid para las dos próximas temporadas. El 15 de febrero de 2014, en el partido del Real Valladolid contra el Atlético de Madrid en el Estadio Vicente Calderón, Martínez alcanzó la cifra de 100 partidos dirigidos en Primera División: 76 con el Levante y 24 con el club blanquivioleta. Aunque contaba con casi la misma plantilla que la anterior temporada se había salvado holgadamente, el equipo bajo su dirección realizó una temporada desastrosa, encajando numerosas goleadas y finalmente el conjunto pucelano descendió a Segunda División en la última jornada de Liga, aunque estuvo habitualmente en puestos de descenso desde el final de la primera vuelta, y el técnico abandonó el club castellano-leonés.
UD Almería
El 11 de diciembre de 2014, se comprometió con la Unión Deportiva Almería hasta el final de la temporada 2014-15. Juan Ignacio tomó las riendas del equipo en posiciones de descenso y tras dos contundentes victorias fuera de casa, en Vigo y Málaga, el equipo logró salir de la zona peligrosa de la clasificación. Pese a que el equipo, bajo sus órdenes, no volvió a ocupar posiciones de descenso, el club rescindió su contrato el 5 de abril de 2015 después de 14 jornadas.
Lorca FC
En septiembre de 2016, firmó un contrato como asesor personal de Xu Genbao, dueño del La Hoya Lorca Club de Fútbol, pero tras unas pocas semanas, acepta una oferta para estampar su firma con un equipo de la segunda división china. Tras trabajar para el Lorca FC, el acuerdo entre Juan Ignacio y Xu Genbao consistía en que el primero le ayudaría en la captación y formación de jóvenes jugadores para la 'Shanghai Genbao Football Base', mientras que el segundo utilizaría su amplia red de contactos en el fútbol chino para hacerle un hueco al alicantino en un banquillo de su país.
Shanghai Shenxin FC
En noviembre de 2016, llegó al club chino, tras recibir una oferta irrechazable. En el club chino permanecería durante un año, hasta el final de la temporada 2017.
Durante ese año el equipo logra varios éxitos deportivos, alcanzando la clasificación por primera vez en su historia para las semifinales de copa después de eliminar en el camino a 4 equipos de la Superliga de China, entre ellos el todopoderoso Jiangsu Suning de Fabio Capello. En semifinales, contra el gigante Shanghai Shenhua, cayó por la mínima realizando un gran eliminatoria a doble partido. El equipo recibió el galardón de "equipo revelación" de la competición y Juan Ignacio fue nombrado mejor entrenador de la competición. En liga el equipo realizó un gran campaña, rozando el ascenso a la Superliga de China. 
Meizhou Meixian Techand
Después de éxito obtenido en Shanghai Shenxhin en diciembre de 2017, se comprometió con el Meizhou Meixian Techand chino. El equipo se mantendrá durante la mayor fase del campeonato en la lucha por ascender a la Superliga de China, pero finalmente, a falta de 4 partidos para concluir la temporada y sin posibilidades de lograr el ascenso, ambas partes llegan a un acuerdo para terminar la relación contractual en septiembre de 2018.
Al-Arabi SC (Kuwait)
En junio de 2019, se compromete con el Al-Arabi SC de la Liga Premier de Kuwait por una temporada.
Real Zaragoza
El 12 de diciembre de 2020, se anuncia su fichaje por el Real Zaragoza. A su llegada, el equipo maño sólo había conseguido 13 puntos en 18 jornadas, asumiendo el reto de salvarlo del descenso a Segunda B. Finalmente, consiguió la salvación en la jornada 40 contra el Castellón en La Romareda (3-0), quedando aún dos jornadas por disputar y estableciendo un récord en Segunda División (ningún equipo con 13 puntos en la jornada 18 había conseguido la salvación) y siendo el segundo equipo que más puntos consiguió desde la jornada 19 a la 40. Continuó dirigiendo al conjunto blanquillo hasta el 30 de mayo de 2022, cuando se anunció que no iba a seguir en la entidad.
Foolad FC
El 6 de septiembre de 2023, se convierte en nuevo técnico del Foolad FC de la Iran Pro League.El equipo iraní último clasificado con 0 victorias en su cuenta recurre al técnico alicantino para revertir la situación. El impacto mediático de la incorporación de Juan Ignacio Martínez a la liga iraní, desató la ilusión tanto de los aficionados y aficionados del equipo, los cuales se congregaron en masa en el aeropuerto para su recibimiento así como  el interés de los medios comunicación del país, que se hicieron eco de la noticia dando un amplio despliegue informativo para resaltar la repercusión de su llegada a la Irán Pro League. Con experimentado entrenador, el cuadro de acero termina la primera vuelta con 5 puntos por encima de la zona de descenso, logrando  números desde su llegada equivalentes a optar a  clasificaciones para competiciones internaciones. Tras finalizar la primera parte del campeonato, se producen cambio en la directiva del club, tras una serie de reuniones y antes la incertidumbre del proyecto deportivo, el 13 de febrero de 2024, el club y el entrenador llegan a un acuerdo amistoso para la desvinculación profesional de Juan Ignacio Martínez con el Foolad FC.

## Clubes

### Como entrenador
- Datos actualizados al último partido dirigido el 11 de marzo de 2022.

| Club                   | País   | Año       | P   | PG  | PE  | PP  | Rendimiento % |
| ---------------------- | ------ | --------- | --- | --- | --- | --- | ------------- |
| Alicante C. F.         | España | 1997      | 21  | 2   | 4   | 15  | 15.87         |
| Orihuela C. F.         | España | 1997-1998 | 37  | 18  | 6   | 13  | 54.06         |
| F. C. Torrevieja       | España | 1999-2001 | 66  | 29  | 18  | 19  | 53.03         |
| A. D. Mar Menor        | España | 2002-2005 | 113 | 72  | 29  | 12  | 72.27         |
| F. C. Cartagena        | España | 2005-2006 | 50  | 25  | 15  | 10  | 60            |
| C. D. Alcoyano         | España | 2006-2007 | 28  | 14  | 8   | 6   | 59.52         |
| U. D. Salamanca        | España | 2007-2008 | 43  | 13  | 18  | 12  | 44.18         |
| Albacete Balompié      | España | 2008-2009 | 35  | 10  | 11  | 14  | 39.05         |
| F. C. Cartagena        | España | 2009-2011 | 87  | 35  | 19  | 33  | 47.51         |
| Levante U. D.          | España | 2011-2013 | 98  | 38  | 20  | 40  | 45.58         |
| Real Valladolid C. F.  | España | 2013-2014 | 40  | 7   | 16  | 17  | 21.38         |
| U. D. Almería          | España | 2014-2015 | 17  | 5   | 4   | 8   | 37.25         |
| Shanghai Shenxin F. C. | China  | 2016-2017 | 37  | 13  | 12  | 12  | 45.95         |
| Meizhou Meixian F. C.  | China  | 2017-2018 | 25  | 6   | 9   | 10  | 36            |
| Al-Arabi S. C.         | Kuwait | 2019-2020 | 6   | 0   | 3   | 3   | 16.67         |
| Real Zaragoza          | España | 2020-2022 | 71  | 25  | 27  | 19  | 46.95         |
| Foolad F. C.           | Irán   | 2023-2024 | 0   | 0   | 0   | 0   | 0%            |
| Total                  | Total  | Total     | 764 | 309 | 215 | 240 | 49.83         |

## Palmarés

### Campeonatos nacionales
| Título                                | Club            | País   | Temporada |
| ------------------------------------- | --------------- | ------ | --------- |
| Liga de Segunda División B (Grupo IV) | F. C. Cartagena | España | 2005-06   |

### Premios Individuales
| Título                               | Club          | País   | Temporada |
| ------------------------------------ | ------------- | ------ | --------- |
| Premio Ramón Cobo (Primera División) | Levante U. D. | España | 2011-12   |